# أوكتافيو بوزو
أوكتافيو بوزو (بالإسبانية: Octavio Pozo)‏ هو لاعب كرة قدم ومدرب كرة قدم تشيلي في مركز الوسط، ولد في 31 يوليو 1983 في سانتياغو في تشيلي. لعب مع ديبورتيس ميليبيلا.

## وصلات خارجية
- أوكتافيو بوزو على موقع قاعدة بيانات كرة القدم.إي يو (الإنجليزية)
- أوكتافيو بوزو على موقع Soccerway.com (الإنجليزية)
- أوكتافيو بوزو على موقع AS.com (الإسبانية)